# Сен-Бриё
Сен-Бриё (фр. Saint-Brieuc, брет. Sant-Brieg, галло Saent-Berioec) — коммуна и город на северо-западе Франции. Префектура департамента Кот-д’Армор региона Бретань и округа Сен-Бриё. Находится в 99 км к северо-западу от Ренна и в 144 км к востоку от Бреста, на побережье Ла-Манша. Через территорию коммуны проходит национальная автомагистраль N12. В центре коммуны находится железнодорожная станция Сен-Бриё линии Париж-Брест.
Население (2019) — 43 605 человек.

## История
Раскопки, произведенные у Аврелиевых ворот в 1852 году, в ходе которых нашли развалины вилл или терм, указывают, что люди селились здесь уже в III—IV веке. Свое настоящее имя город получил в честь Святого Бриака, одного из семи святых основателей Бретани. Уроженец Уэльса, Святой Бриак около 480 года высадился в месте впадения в Ла-Манш реки Гуэ и основал монастырь, вокруг которого и вырос город. В 848 году король Номиноэ после ухода норманнов восстановил разрушенный монастырь и создал епархию Сен-Бриё. Мощи Святого Бриека были возвращены в Сен-Бриё в 1210 году.
В XIV веке в городе начали строить кафедральный собор и завершили его только в XV веке. Собор был освящен в честь Святого Стефана; в нем были захоронены мощи Святого Бриека. В 1375 году город в течение пятнадцати дней осаждался герцогом Бретани Жаном V де Монфором и поддерживавшими его английскими рыцарями, после чего был взят штурмом. Во время Столетней войны город осаждали английские войска.
В 1592 году на равнине к северу от города произошло одно из последних сражений Религиозных войн, в ходе которого войска Католической лиги был разгромлены. После окончания войны, в 1598 году, король Генрих IV приказал снести башню Сессон, доминировавшую над устьем Гуэ.
Во время Великой французской революции Сен-Бриё стал центром департамента Кот-дю-Нор (переименован в Кот-д’Армор в 1990 году). В этот период город назвался Пор-Бриё. В 1793 году его затронуло противостояние революционных войск и шуанов.

## Достопримечательности
- Кафедральный собор Святого Стефана XIV-XV веков, готика
- Базилика Нотр-Дам-д'Эсперанс конца XIX века, неоготика
- Церковь Святого Михаила 1-й половины XIX века, неоклассицизм
- Часовня Нотр-Дам-де-ла-Фонтен XIV века с красивыми витражами
- Развалины башни Сессон XIV века
- Музей искусств и истории
- Особняк Бельсиз XVII века
- Здание трибунала

## Экономика
Крупный порт. Машиностроение, металлургия, текстильная и пищевая промышленность. В районе Сен-Брие крупное производство овощей и семенного картофеля, свиноводство. Рыболовство.
Структура занятости населения:
- сельское хозяйство — 0,8 %
- промышленность — 6,1 %
- строительство — 4,6 %
- торговля, транспорт и сфера услуг — 36,2 %
- государственные и муниципальные службы — 52,3 %

Уровень безработицы (2018) — 17,7 % (Франция в целом —  13,4 %, департамент Кот-д’Армор — 11,5 %). 

Среднегодовой доход на 1 человека, евро (2018) — 19 960 (Франция в целом — 21 730, департамент Кот-д’Армор — 21 230).

## Демография
Динамика численности населения, чел.

## Администрация
Пост мэра Сен-Бриё с 2020 года занимает Эрве Гийяр (Hervé Guihard). На муниципальных выборах 2020 года возглавляемый им левый список победил во 2-м туре, получив 59,89 % голосов.
| Период | Период | Фамилия          | Партия                                                  | Примечания |
| ------ | ------ | ---------------- | ------------------------------------------------------- | --- |
| 1964   | 1965   | Эдуар Прижан     | Коммунистическая партия                                 | профессор |
| 1965   | 1983   | Ив Ле Фоль       | Социалистическая партия                                 | профессор, член Генерального совета департамента, депутат Национального собрания Франции                                                                    |
| 1983   | 2001   | Клод Сонье       | Социалистическая партия                                 | профессор, член Генерального совета департамента, член Регионального совета Бретани, сенатор (1989-2008)                                                    |
| 2001   | 2017   | Брюно Жонкур     | Союз за французскую демократию Демократическое движение | административный секретарь по вопросам здравоохранения и социального обеспечения, член Регионального совета Бретани, депутат Национального собрания Франции |
| 2017   | 2020   | Мари-Клер Диурон | Союз демократов и независимых                           | фармацевт |
| 2020   |        | Эрве Гийяр       | Разные левые                                            | территориальный руководитель |

## Города-побратимы
- Горажде, Босния и Герцеговина
- Аберистуит, Уэльс, Великобритания
- Аийя-Параскеви, Греция
- Альсдорф, Германия
- Лимбе, Камерун
- Бейт Мери, Ливан
- Габес, Тунис

## Знаменитые уроженцы
- Леонар Виктор Шарне (1797-1869), адмирал
- Вилье де Лиль-Адам, Филипп Огюст Матиас (1838—1889), писатель и драматург
- Луи Гийу (1889-1980), писатель, журналист, участник Движения Сопротивления
- Патрик Девер (1947—1982), актёр
- Жан-Кристоф Буйон (1969), автогонщик «Формулы-1»
- Yelle (1983), певица
- Россель, Луи Натаниель (1844-1871), единственный высший офицер, перешедший на сторону Парижской коммуны (1871). Военный руководитель Коммуны (30.04- 9.05.1871).

## Галерея
- Собор Святого Стефана
- Базилика Нотр-Дам-д'Эсперанс
- Башня Сессон
- Церковь Святого Михаила
- Особняк Бельсиз
- Здание трибунала
- Фахверковые дома в центре города